# 杉山寧
杉山 寧（すぎやま やすし、1909年10月20日 - 1993年10月20日）は、日本画家、日本芸術院会員、文化勲章受章者。三島由紀夫の岳父。

## 来歴
東京府東京市浅草区浅草西三筋町（現在の東京都台東区三筋一丁目、二丁目西側辺り）に文房具店を営む杉山卯吉の長男として生まれる。本籍・神奈川県。父親が早くに他界したため母親に育てられる。浅草育英小学校、東京府立第三中学校を経て、1928年（昭和3年）、東京美術学校（現在の東京芸術大学美術学部）に入学、松岡映丘に師事する。山本丘人、髙山辰雄らと「瑠爽画社」（るそうがしゃ）を結成、日本画の革新をめざす運動に携わる。1929年（昭和4年）、帝展に出品、1931年（昭和6年）、美校日本画科卒、結城素明に師事。
1932年（昭和7年）、第13回帝展に『磯』を出品して特選。
1934年（昭和9年）、第15回帝展に『海女』を出品して特選。また、この年、第1回日独交換留学生に選ばれベルリン大学に学ぶ。だが1938年（昭和13年）に肺結核を病む。1943年（昭和18年）、朝鮮満洲支那へ取材旅行。その後は病のために長く創作活動が止まる。
1947年（昭和22年）に日展特選、1950年（昭和25年）、日展審査員。1951年（昭和26年）に「エウロペ」を日展に出展して本格的に画壇に復帰。以降、作風を一新した絵画を意欲的に発表する。1957年（昭和32年）、日本芸術院賞受賞、1958年（昭和33年）、日展評議員。1970年（昭和45年）、日本芸術院会員。1974年（昭和49年）、文化功労者、文化勲章受章。
1958年（昭和33年）6月、長女・瑤子が三島由紀夫と結婚。三島は瑤子を選んだ理由について「芸術家の娘だから、芸術家に対して何ら幻想を抱いていないこと」を挙げた。実際は瑤子は見合いの際に一目で三島を気に入り、結婚を強く希望した為に、両家話し合いの末結婚と成った（媒酌人は川端康成夫妻）。
1969年（昭和44年）に日展常務理事となり、1974年（昭和49年）に日展理事長に就任。この間、1970年（昭和45年）に娘婿の三島が割腹自殺。1976年（昭和51年）、西ドイツより大功労十字勲章受章。1977年（昭和52年）、東京国立近代美術館評議員。1991年（平成3年）に東京都名誉都民になる。 1956年（昭和31年）から1986年（昭和61年）12月号まで『文藝春秋』の表紙画を描いた。1993年（平成5年）の誕生日の10月20日の午前0時5分、心不全のため没した（生没同日）。死後、従三位に叙せられる。墓は寛永寺谷中墓地にある。
戦前は日本画の技法を極めた技巧で知られたが、戦後は岩絵具を用いながらも線描などの日本画の技法を一新し、メチエールにこだわった独自の作風を確立した。また、エジプトやインドなどの古代遺跡や神像、抽象画や裸婦など従来の日本画にはなかった題材も手掛けた。亡くなる直前まで、納得いくまで絵を修正し続けるなど完璧主義者としても知られた。

## 家族
- 父・杉山卯吉 - 文房具店主
- 妻・元子（1914年生） - 篠原宗嗣の娘。篠原は洲崎遊郭「遠江楼」主人で洲崎三業組合幹事[8][9]。日本女子大付属高女出身。1936年に寧と結婚。義弟（妹の夫）に伯爵小松晃道（西郷従道の孫）。
- 長女・平岡瑤子（1937年生） - 三島由紀夫の妻。
- 二女・璚子（1940年生） - 外交官・山口達男（中南米局長、 在シンガポール日本大使、在スペイン日本大使）の妻。[10]
- 二男・晋（1941年生） - ユニメックス社長。妻の真紀子は谷口吉郎の二女。[10]

## 代表作品
- 「野（の）」（1933年）（東京藝術大学大学美術館）：大学の卒業習作で、首席を獲得した。
- 「穹（きゅう）」（1964年）（東京国立近代美術館）：スフィンクスが題材となっている。
- 「洸（こう）」（1992年）（ポーラ美術館）

## 著書、画集
- 杉山寧 三彩社 1959年
- 日本の名画 29 杉山寧 講談社 1974年
- 現代日本の美術 6 杉山寧 座右宝刊行会編 集英社 1976年
- 日本の名画 26 杉山寧 中央公論社 1977年
- 杉山寧自選画集 芸術新聞社 1989年
- 画作の余白に 美術年鑑社 1989年
- 現代の日本画 8 杉山寧 学習研究社 1991年
- 杉山寧 日経ポケット・ギャラリー 日本経済新聞社 1991年
- 杉山寧素描聚成 小学館 1992年